# Захаров, Вадим Петрович
Вадим Петрович Захаров (род. 19 апреля 1975) — российский учёный-химик, педагог высшей школы. Доктор химических наук (2004), профессор (2009), член-корреспондент Академии наук Республики Башкортостан (2024).
Временно исполняющий обязанности председателя Уфимского федерального исследовательского центра РАН (с 2020). Исполняющий обязанности ректора Башкирского государственного университета (c 8 апреля по 31 октября 2022), (ныне Уфимский университет науки и технологий). Возглавляет Уфимский университет науки и технологий (с 1 ноября 2022). Проректор по научной работе Башкирского государственного университета (2012—2020), (ныне Уфимский университет науки и технологий).
Заслуженный деятель науки Республики Башкортостан (2015). Лауреат премии Правительства Российской Федерации в области науки и техники (2004), Государственной премии Республики Башкортостан в области науки и техники (2019), Государственной республиканской молодёжной премии в области науки и техники (РБ; 2007) и премии Академии наук Республики Башкортостан имени чл.-корр. АН СССР С. Р. Рафикова (2002).
Депутат Государственного Собрания - Курултая Республики Башкортостан седьмого созыва (комитет по науке, образованию, культуре, молодёжной политике и спорту).
Председатель Башкирского регионального отделения  Российского общества «Знание».
Председатель технического комитета по стандартизации «Станки» (приказ Федерального агентства по техническому регулированию и метрологии от 07.10.2024 г. № 2341).

## Биография

### Происхождение
Вадим Петрович Захаров родился 19 апреля 1975 года в селе Семёно-Петровское Кугарчинского района Башкирской АССР в семье кузнеца колхоза «Сеятель» Пётра Прохоровича (1932—2011) и бухгалтера сельсовета Надежды Егоровны (до замужества — Лебедева; 1935—1993).
В старших классах во время летних каникул работал в колхозе разнорабочим.

### Хроника профессиональной деятельности
- 1982—1992: учился в Семёнопетровской средней школе. Окончил школу с серебряной медалью;
- 1992—1997: учился на химическом факультете Башкирского государственного университета (ныне Уфимский университет науки и технологий). Окончил вуз с красным дипломом;[10]
- 1997: до поступления в аспирантуру три месяца работал инженером в научно-исследовательской лаборатории по трудовому договору;
- 1997—2000: учился в очной аспирантуре БашГУ (ныне Уфимский университет науки и технологий);
- 2000: под руководством заслуженного деятеля науки РСФСР, доктора химических наук, профессора К. С. Минскера досрочно[9] защитил в диссертацию на соискание учёной степени кандидата химических наук[10];
- 2000—2001: работал в должности старшего научного сотрудника исследовательской лаборатории;
- 2001—2004: учился в очной докторантуре БашГУ (ныне Уфимский университет науки и технологий);
- 2004: досрочно[9] защитил в диссертацию на соискание учёной степени доктора химических наук;
- 2004—2006: профессор кафедры высокомолекулярных соединений и общей химической технологии БашГУ (ныне Уфимский университет науки и технологий);
- 2006—2010: заведующий лабораторией ООО «Роснефть-УфаНИПИнефть»[11];
- 2010—2012: начальник отдела ООО «Роснефть-УфаНИПИнефть»[11];
- 2012—2018: проректор по научной работе Башкирского государственного университета (ныне Уфимский университет науки и технологий);
- 2018—2020: проректор по научной и инновационной работе БашГУ (ныне Уфимский университет науки и технологий);
- 2019—2020: выпускник образовательной программы для руководителей научных организаций и образовательных организаций высшего образования «Лидеры научно-технологического прорыва» Московской школы управления «Сколково»;[12][13]
- июль 2020: назначен временно исполняющим обязанности председателя Уфимского федерального исследовательского центра РАН[14][15].
- 8 апреля 2022 года назначен исполняющим обязанности Ректора Башкирского государственного университета (ныне Уфимский университет науки и технологий), сменив на посту Николая Морозкина[16].
- 1 ноября 2022 года возглавил Уфимский университет науки и технологий[4].

## Научная и педагогическая деятельность
Научная деятельность Вадима Петровича посвящены исследованиям в области макрокинетики быстропротекающих процессов в жидкой фазе, физико-химических методов увеличения нефтеотдачи пластов. При его участии выполнены фундаментальные исследования по кинетике и механизмам процессов стереоспецифической полимеризации диенов на катализаторах типа Циглера-Натта, интенсификации тепло-массообмена сверхбыстрых химических процессов, реологии полимерных составов, в том числе ассоциативных («умных») полимеров, при фильтрации в пористой среде, созданию биоразлагаемых полимерных композитов на основе вторичного сырья. В результате созданной теоретической базы разработаны технические решения, обеспечивающие выполнение задач по развитию производственно-экономических показателей в области технологии синтеза и переработки полимеров, а также использования полимеров для физико-химических методов увеличения нефтеотдачи пластов и внедрены в промышленное производство хлорированного бутилкаучука, этилен-пропиленового и изопренового каучука малогабаритные высокопроизводительные трубчатые турбулентные аппараты.
Вадим Захаров — автор 8 монографий, в том числе изданных за рубежом (в Великобритании, Нидерландах и США изданы три работы), более 200 научных статей, большинство которых в виде рефератов находятся в международных базах данных Web of Science и Scopus, 25 патентов. Изобретения используются на предприятиях реального сектора экономики, в том числе 7 — на крупнейших промышленных предприятиях Башкирии. Будучи научным руководителем, подготовил 7 кандидатов наук, и одного доктора наук в качестве научного консультанта.

### Научные труды
1. K. S. Minsker, Al. Al. Berlin, V. P. Zakharov, G. E. Zaikov. Fast liquid-phase processes in turbulent flows. Brill Academic Publishers. V.S.P. Intl. Science Netherlands. 2004. 180 p.;
2. В. П. Захаров, А. А. Берлин, Ю. Б. Монахов, Р. Я. Дебердеев. Физико-химические основы протекания быстрых жидкофазных процессов / Академия наук Республики Башкортостан, Отделение физико-математических и технических наук. — Москва, Наука, 2008. — 346 с. — ISBN 978-5-02-036674-9;
3. В. П. Захаров, Т. А. Исмагилов, А. Г. Телин, М. А. Силин. Нефтепромысловая химия. Регулирование фильтрационных потоков водоизолирующими технологиями при разработке нефтяных месторождений : учебное пособие. — Москва, ИЦ РГУ нефти и газа им. И. М. Губкина, 2011. — 261 с. — ISBN 978-5-91961-020-5;
4. В. П. Захаров, А. А. Берлин, Г. С. Дьяконов, Р. Я. Дебердеев. Быстрые химические реакции в турбулентных потоках : монография / Министерство образования и науки России, Федеральное государственное бюджетное образовательное учреждение высшего образования «Казанский национальный исследовательский технологический университет». — Казань, Издательство КНИТУ, 2016. — 434 с. — ISBN 978-5-7882-1964-6;
5. В. П. Захаров, М. В. Базунова. Основы нефтепереработки : учебное пособие / Министерство образования и науки РФ, Башкирский государственный университет. — Уфа, РИЦ БашГУ, 2018. — 144 с. — ISBN 978-5-7477-4733-3;
6. В. П. Захаров, Н. В. Улитин, К. А. Терещенко, Е. М. Захарова. Турбулентные технологии при синтезе полидиенов на каталитических системах Циглера-Натта / Академия наук Республики Башкортостан, Отделение химической технологии и новых материалов. — Уфа, Гилем, 2018. — 278 с. — ISBN 978-5-88185-399-0;
7. Ф. Б. Шевляков, Т. Г. Умергалин, В. П. Захаров. Использование трубчатого турбулентного аппарата в нефтегазовых и химических процессах : монография / Министерство образования и науки РФ, Башкирский государственный университет. — Уфа, РИЦ БашГУ, 2018. — 202 с. — ISBN 978-5-7477-4618-3.

## Признание
- Лауреат премии Правительства Российской Федерации в области науки и техники (2004)[18];
- Заслуженный деятель науки Республики Башкортостан (2015);[19]
- Лауреат Государственной премии Республики Башкортостан в области науки и техники (2019)[20];
- Лауреат Государственной молодёжной премии в области науки и техники (РБ; 2007)[21];
- Медаль Российской академии наук и премия для молодых учёных (2006) — за цикл работ «Макрокинетические закономерности протекания быстрых жидкофазных реакций»[22];
- Лауреат премии имени С. Р. Рафикова в области химии и нефтехимии (2002)[23];
- Почётная грамота Министерства образования и науки Российской Федерации (2005);
- Дипломы Президента Республики Башкортостан (2002, 2003);
- Финалист специализации «Наука» конкурса «Лидеры России 2020».[24][25]

## Семья
Женат, воспитывает сына Арсения и дочь.